# Hermann von Mallinckrodt
Herman von Mallinckrodt (né le 5 février 1821 à Minden et mort le 26 mai 1874 à Berlin) est un homme politique prussien. Catholique, il est un précurseur du Zentrum.

## Biographie
Mallinckrodt est issu de la vieille famille noble westphalienne von Mallinckrodt (de) et est le fils du conseiller supérieur du gouvernement prussien Detmar von Mallinckrodt, qui est vice-président du district de Minden et d'Aix-la-Chapelle. Il étudie le droit à l'Université Frédéric-Guillaume de Berlin et à l'Université rhénane Frédéric-Guillaume de Bonn. En 1841, il devient actif dans le Corps Palatia Bonn. En 1842/43, il est auscultateur au tribunal de district et communal de Paderborn. Il sert ensuite comme volontaire d'un an avec le 6e régiment d'uhlans (de) en tant que sous-lieutenant.
De 1844 à 1848, Mallinckrodt est avocat stagiaire, d'abord auprès du gouvernement à Münster et à partir de 1846 à Erfurt. Après l'examen d'assesseur en juillet 1849, il travaille d'octobre 1849 à mars 1850 en tant qu'assesseur gouvernemental au sein du gouvernement de Minden. D'avril 1850 à juin 1851, il occupe temporairement le poste de maire de la ville d'Erfurt. Après d'autres postes à Stralsund, Francfort-sur-l'Oder et Berlin, il devient conseiller du gouvernement à Düsseldorf en 1860 et à Mersebourg en 1872.

## Parlementaire
Hermann von Mallinckrodt est politiquement actif depuis 1852, date à laquelle il est élu pour la première fois à la Chambre des représentants de Prusse. Il y joue un rôle déterminant dans la fondation de la Faction catholique (de). Il est député de la Chambre des représentants de la 3e à la 7e législature, puis à nouveau à partir de la 10e législature jusqu'à sa mort.
Le groupe de discussion informel qui s'est réuni autour des frères Hermann et Georg von Mallinckrodt, Alfred Hüffer (de), Wilderich von Ketteler (de), Heinrich von Droste zu Hülshoff (de) et Eduard Klein et qui aboutit aux conférences de Soest ainsi qu'au programme de Soest (de) joue également un rôle décisif en amont de la fondation du Zentrum.
À partir de 1867, Mallinckrodt est député du Reichstag nord-allemand et, en 1870, il joue un rôle clé dans la fondation de la faction du Zentrum à la Chambre des représentants de Prusse et au Reichstag. Aux élections du Reichstag de 1871 et 1874, il est élu député de la 1re circonscription de Münste (Tecklembourg-Steinfurt-Ahaus). Jusqu'à sa mort en 1874, il est membre du comité exécutif du groupe parlementaire et, aux côtés de Ludwig Windthorst et Peter Reichensperger, est l'une des personnalités les plus marquantes des débuts du Zentrum et du Kulturkampf.
Dans le Kulturkampf, il devient membre honoraire du KDStV Markomannia Würzburg (de) dans l'Association du cartel des corporations d'étudiants catholiques allemands (de). C'est un signal politique et confessionnel. En 1871, il reprend le domaine Hartmann à Borchen, qui comprend également le château d'Hamborn (de), de sa tante Bernhardine von Hartmann. Il vit à Borchen jusqu'à sa mort. À ce jour, le manoir de Borchen s'appelle Mallinckrodthof (de).

## Famille

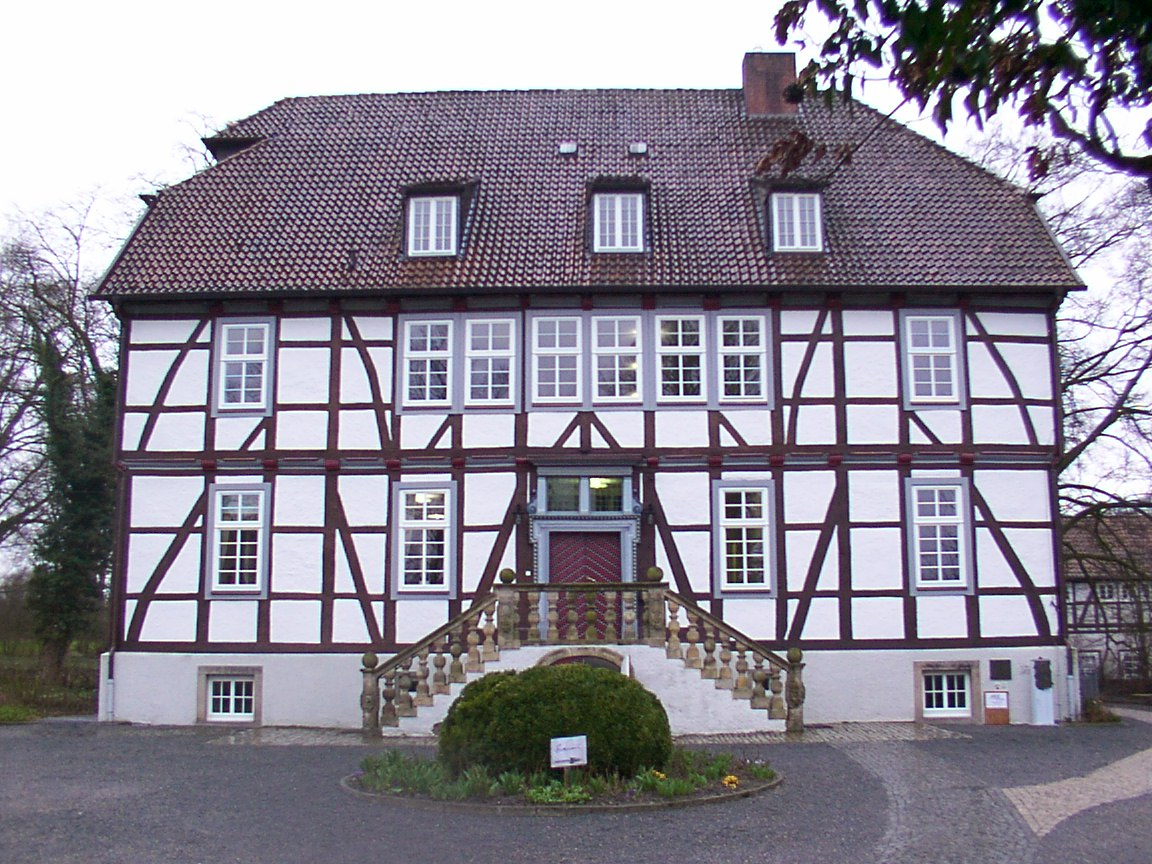
Mallinckrodthof à Nordborchen

Il se marie le 23 août 1860 avec Elisabeth baronne von Bernhard (née à Munich le 21 septembre 1834), héritière du domaine de Mittenheim (de) près d'Oberschleißheim, fille du conseiller privé royal bavarois Friedrich baron von Bernhard (de) et de la comtesse Amalia von Froberg-Montjoye, qui meurt à Nordborchen le 9 septembre 1872. Son fils Joseph von Mallinckrodt (né le 12 juin 1867 à Mittenheim et mort le 20 février 1946 à Tünzenberg), qui est plus tard marié à une comtesse von Platen-Hallermund, perd sa mère à l'âge de cinq ans et son père à l'âge de sept ans. Un autre fils est l'administrateur de l'arrondissement de Meschede (de) Meinulf von Mallinckrodt (de).
Après la mort d'Hermann von Mallinckrodt d'une pleurésie aiguë et d'une pneumonie, le pasteur Johann Heinrich Buck, qui devient plus tard le doyen de Gladbeck, est engagé en 1876, de sorte que celui-ci puisse s'occuper de l'éducation des cinq enfants avec la seconde femme de Mallinckrodt, Thekla baronne von Bernhard, une demi-sœur de sa première épouse, qu'il n'a épousée que trois mois avant sa mort.
Hermann von Mallinckrodt est le frère de Georg von Mallinckrodt, qui est également impliqué dans le Zentrum, et de la bienheureuse Pauline von Mallinckrodt.